# Oporinia ventilata
Oporinia ventilata är en fjärilsart som beskrevs av Fabricius 1794. Oporinia ventilata ingår i släktet Oporinia och familjen mätare. Inga underarter finns listade i Catalogue of Life.